# Гартленд (переписна місцевість, Вермонт)
Гартленд (англ. Hartland) — переписна місцевість (CDP) в США, в окрузі Віндзор штату Вермонт. Населення — 379 осіб (2020).

## Географія
Гартленд розташований за координатами 43°32′34″ пн. ш. 72°24′4″ зх. д. / 43.54278° пн. ш. 72.40111° зх. д. (43.542639, -72.401149).  За даними Бюро перепису населення США в 2010 році переписна місцевість мала площу 2,82 км², з яких 2,81 км² — суходіл та 0,00 км² — водойми.

## Демографія
Згідно з переписом 2010 року, у переписній місцевості мешкало 380 осіб у 160 домогосподарствах у складі 96 родин. Густота населення становила 135 осіб/км².  Було 174 помешкання (62/км²).
Расовий склад населення:
| - 97,6 % — білих - 0,3 % — вихідців з тихоокеанських островів - 0,3 % — азіатів |

До двох чи більше рас належало 1,8 %. Частка іспаномовних становила 1,6 % від усіх жителів.
За віковим діапазоном населення розподілялося таким чином: 22,6 % — особи молодші 18 років, 65,0 % — особи у віці 18—64 років, 12,4 % — особи у віці 65 років та старші. Медіана віку мешканця становила 42,1 року. На 100 осіб жіночої статі у переписній місцевості припадало 99,0 чоловіків;  на 100 жінок у віці від 18 років та старших — 104,2 чоловіків також старших 18 років.
Середній дохід на одне домашнє господарство  становив 63 035 доларів США (медіана — 61 161), а середній дохід на одну сім'ю — 91 866 доларів (медіана — 98 750). За межею бідності перебувало 8,1 % осіб, у тому числі 0,0 % дітей у віці до 18 років та 0,0 % осіб у віці 65 років та старших.
Цивільне працевлаштоване населення становило 225 осіб. Основні галузі зайнятості: освіта, охорона здоров'я та соціальна допомога — 26,2 %, науковці, спеціалісти, менеджери — 24,4 %, будівництво — 21,8 %.